# Mundet metróállomás
Mundet egyike a Spanyolországban található barcelonai metró metróállomásainak.

## Metróvonalak
Az állomást az alábbi metróvonalak érintik:
- 3-as metróvonal

## Kapcsolódó állomások
Az állomáshoz az alábbi állomások vannak a legközelebb:
- Montbau (Zona Universitària, 3-as metróvonal)
- Valldaura (Trinitat Nova, 3-as metróvonal)